# Hypoiodite
Als Hypoiodite werden die Salze der Hypoiodigen Säure bezeichnet, welche das Hypoiodit-Anion IO− enthalten. Iod liegt hierbei in der Oxidationsstufe +1 vor. Hypoiodite sind nur in wässriger Lösung bekannt und konnten bisher nicht als Reinstoffe in fester Form isoliert werden.

## Klassifizierung
Hypoiodite gehören zur Stoffgruppe der Salze von Halogensauerstoffsäuren und dabei zur Untergruppe der Salze von Iodsauerstoffsäuren (mit Anionen des Formeltyps IOn− mit n = 1, 2, 3, 4; bei Periodaten weitere Varianten) bzw. zur Untergruppe der Hypohalogenite (Salze von Hypohalogenigen Säuren mit Anionen des Formeltyps XO− mit X = F, Cl, Br, I, At).

## Darstellung
Hypoiodite können in wässriger Lösung – analog den Hypochloriten und Hypobromiten – durch Reaktion von elementarem Iod I2 mit Alkalilaugen erzeugt werden, wobei es zu einer Disproportionierung des elementaren Iods I2 (Iod in der Oxidationsstufe 0) zu Iodid I− (Iod in der Oxidationsstufe −1) und Hypoiodit IO− (Iod in der Oxidationsstufe +1) kommt:
{\displaystyle \mathrm {{\overset {\pm 0}{I}}\!{}_{2}+2\ OH^{-}\ \longrightarrow \ {\overset {-1}{I}}\!{}^{-}+{\overset {+1}{\ I}}\!O^{-}+H_{2}O} }
Bei Verwendung von Natronlauge entsteht beispielsweise eine Lösung von Natriumiodid NaI und Natriumhypoiodit NaIO:
{\displaystyle \mathrm {I_{2}+2\ NaOH\ \longrightarrow \ NaI+NaIO+H_{2}O} }

## Eigenschaften

### Säure-Base-Verhalten
Da Hypoiodige Säure HIO nur eine sehr schwache Säure ist (pKS-Wert von 10,64 bei 25 °C), stellt das Hypoiodit-Anion IO− als ihre korrespondierenden Base eine starke Base dar (pKB-Wert = 3,36) und liegt daher in wässrigen Lösungen nur im stark alkalischen pH-Wert-Bereich unprotoniert vor.

### Instabilität, Redoxverhalten
Hypoiodit in wässriger Lösung ist etwas beständiger als Hypoiodige Säure, aber ebenfalls nicht stabil und geht in kurzer Zeit unter Disproportionierung in Iodid und Iodat über (als Zwischenprodukt tritt auch Iodit IO2− auf, durch niedrige Temperaturen lässt sich der Zerfall verlangsamen):
{\displaystyle \mathrm {3\;{\overset {+1}{\ I}}\!O^{-}\ \longrightarrow \ 2\;{\overset {-1}{I}}\!{}^{-}+{\overset {+5}{\ I}}\!O_{3}^{-}} }
Wie schon die Disproportionierungsneigung zeigt, kann das Hypoiodit-Anion IO− sowohl als Oxidationsmittel als auch als Reduktionsmittel reagieren (Redoxamphoterie; Redoxpotentiale siehe bei Hypoiodige Säure).